# Legend of the Seagullmen
Legend of the Seagullmen (engl.: Legende der Möwenmänner) ist eine US-amerikanische Rock-Band, die unter anderem aus Musikern der Bands Mastodon und Tool besteht und gelegentlich als Supergroup bezeichnet wird.

## Geschichte
Das von der Band verfolgte Konzept geht zurück auf die Brüder Frank, Chris und David „Doctor“ Dreyer. In dem Konzept wird eine 400.000 Jahre alte Geschichte mit Piraten, Seemännern, einer Rockband und mythischen Seekreaturen erzählt. Die Dreyer-Brüder führten das Konzept bereits seit einigen Jahren in Theatern auf. Ende der 2000er Jahre stieß der Mastodon-Gitarrist Brent Hinds hinzu, der mit David Dreyer befreundet ist. Die Band trat erstmals im Februar 2015 in Erscheinung, als das Onlinemagazin Metalsucks über ein gemeinsames Projekt von Brent Hinds und dem Tool-Schlagzeuger Danny Carey berichtete. Weitere Mitglieder waren der Gitarrist Dimitri Coats (Off!, Burning Brides) und der Regisseur Jimmy Hayward. Die Musiker stellten seinerzeit die Lieder The Deep-sea Diver und Ships Wreck als Stream und kostenfreien Download zur Verfügung.
Im Oktober 2017 wurde die Besetzung bekanntgegeben. Sänger wurde David „Doctor“ Dreyer. Dazu stießen der Gitarrist Jimmy Hayward, Bassist Pete Griffin (Giraffe Tongue Orchestra, Zappa Plays Zappa) und Chris Digiovanni an den Synthesizern. Dimitri Coats gehörte aus unbekannten Gründen nicht mehr zu Band. Am 31. Dezember 2017 spielte die Band ihr erstes Konzert in Oakland als Vorgruppe von Primus. Da Brent Hinds aus familiären Gründen verhindert war, sprang Primus-Gitarrist Larry La Londe ein. Am 9. Februar 2018 veröffentlichte die Band ihr gleichnamiges Debütalbum über Dine Alone Records. Bei den Metal Hammer Awards 2018 wurde Legend of the Seagullmen in der Kategorie Bestes Debütalbum nominiert. Der Preis ging jedoch an die Band Phil Campbell and the Bastard Sons.

## Diskografie
- 2018: Legend of the Seagullmen

## Auszeichnungen
Metal Hammer Awards
| Jahr | Kategorie         | für                      | Resultat  |
| ---- | ----------------- | ------------------------ | --------- |
| 2018 | Bestes Debütalbum | Legend of the Seagullmen | Nominiert |